# Tomasz Matuszak
Tomasz Matuszak (ur. 1967 w Łodzi) – polski artysta współczesny, twórca instalacji i rzeźb site-specyfic, obiektów i prac fotograficznych.

## Edukacja
Tomasz Matuszak studiował na Wydziale Grafiki Akademii Sztuk Pięknych w Łodzi. Stopień doktora (2011) oraz doktora habilitowanego (2014) uzyskał na Uniwersytecie Artystycznym w Poznaniu.  
W 2014 roku powołał Pracownię Działań Interaktywnych i Site-Specific na Wydziale Rzeźby i Działań Interaktywnych Akademii Sztuk Pięknych w Łodzi. 

## Twórczość
Zajmuje się rzeźbą, działaniami przestrzennymi, fotografią i interwencją w przestrzeń publiczną. Wiele z  jego prac powstaje na bazie zastanej przestrzeni galerii lub innej przestrzeni publicznej. Dodając ‘komentarz’ do konkretnego miejsca, prace integrują się z nim tworząc nowy lub inny sens znanej przestrzeni. Uczestniczył w ponad 150 wystawach zbiorowych i indywidualnych w kraju i zagranicą m.in. w Gale Gates Gallery w Nowym Jorku, Kunspunkt Gallery w Berlinie, Hajfa Museum of Art w Izraelu, Narodowej Galerii Sztuki Zachęta w Warszawie, Museum of Contemporary Art w Santiago w Chile czy Kunsthaus Wiesbaden w Niemczech. Uzyskał stypendia w CEC ArtsLink w Nowym Jorku, Leitrim Sculpture Centre w Irlandii, Art-Omi w Nowym Jorku, Schloss Solitude w Stuttgarcie i SACO Contemporary Art Biennial w Chile. Pracuje jako profesor w Akademii Sztuk Pięknych w Łodzi, gdzie prowadzi Pracownię Działań Interaktywnych i Site-Specific w Instytucie Rzeźby.
Doświadczenia twórcze Tomasza Matuszaka przebiegają na wielu płaszczyznach tj. instalacja, rzeźba, interwencja publiczna, fotografia, film wideo. Jego multimedialne prace odwołują się bardzo często do konkretnych przestrzeni architektonicznych warunkujących specyfikę miejsca lub galerii. Jak to trafnie zauważa Maria Morzuch kuratorka z Muzeum Sztuki w Łodzi: „Artysta na zasadzie badań wnętrza galerii - w rodzaju 'mapping the studio' - tworzy grę w prawdę i nieprawdę z zasadą nieoczekiwanej podwójności, multiplikacją zasad istnienia i funkcjonowania wnętrza. Posługuje się przewrotnym zabiegiem iluzji, gdy instaluje w galerii ‘repliki’ przedmiotów lub sprzętów, prowokując tym samym widzów do refleksji o względności w postrzeganiu realnej rzeczywistości. Używając w swoich wypowiedziach artystycznych fotografii Matuszak odwołuje się do konceptualnych tautologii, repetycji, mających swoje korzenie ideologiczne np. w twórczości konceptualistów. W jakimś sensie dopowiadają one na to, co zostało ukryte, ‘zmanipulowane’ lub przeciwnie, na to, co jest oczywiste w swojej nierealności. Zawarta w pracach niejednoznaczność zyskuje u artysty szczególnych cech.”

## Ważniejsze wystawy
- 2020 „Wer im Glashaus sitzt, sollte nicht mit Steinen werfen“, Kunsthaus Wiesbaden, Niemcy
- 2020 „Travel Agency”, Galeria EL, Elbląg
- 2020 „Nie rzuca się kamieniami mieszkając w szklanym domu”, Centrum Rzeźby Polskiej w Orońsku
- 2019 „Pedacito de Cielo”, Museo de Arte Contemporáneo in Transito, Valdivia, Chile
- 2019 „Napalm Travel – Discover True Holy Land”, Centrum Rzeźby Polskiej, Orońsko
- 2018 „Nomade Bienale- Gross Capital", Museo de Arte Contemporáneo (MAC), Santiago, Chile
- 2017 „Trash“, Galeria Wschodnia, Łódź
- 2017 „Osobliwości i Utopie”, Centrum Spotkania Kultur, Lublin
- 2016 „Gigantes Derivas - procesos del arte monumental“, Cuenca Biennale, Ekwador
- 2016 „Obrzędy powszednie i odświętne", Galeria Arsenał, Białystok
- 2015 „Not Quite Right”, Leitrim Sculpture Center, Manorhamilton, Irlandia
- 2013 „Foto - Obiekt“, Galeria Propaganda, Warszawa
- 2013 „Broken Structure”, Centrum Rzeźby Polskiej, Orońsko
- 2013 „Water Tower Art Fest“, SAMCA - Museum of Contemporary Art, Sofia, Bułgaria
- 2011 „Blow Up”, Galeria Imaginarium, Łódź
- 2010 „Focus", Łódź Biennale, Łódź
- 2009 „Passing Through”, Kunstpunkt Gallery, Berlin, Niemcy
- 2008 „Mediations Biennale”, Poznań
- 2004 „Wystawa której nie było”, Galeria Kont, Lublin
- 2002 „Force”, Gale Gates Gallery, Nowy Jork
- 2001 „Cambio Constante”, Saragossa, Hiszpania
- 1998 „The Bridge”, Konstrukcja w Procesie, Melbourne, Australia
- 1997 „Żywa Galeria”, Zachęta - Narodowa Galeria Sztuki, Warszawa
- 1995 „Co-existence”, Konstrukcja w Procesie, Pustynia Negev, Izrael
- 1994 „Site-ations”, Cardiff, Walia